# No Place for a Minister's Son
No Place for a Minister's Son è un cortometraggio muto del 1912 diretto da C. Jay Williams.

## Produzione
Il film fu prodotto dalla Edison Manufacturing Company.

## Distribuzione
Distribuito dalla General Film Company, il film - un cortometraggio di 215 metri - uscì nelle sale cinematografiche degli Stati Uniti l'11 dicembre 1912. Venne distribuito anche nel Regno Unito il 12 marzo 1913. Nelle proiezioni, veniva programmato con il sistema dello split reel, accorpato in un'unica bobina con un altro cortometraggio prodotto dalla Edison, il documentario A Sunday Afternoon in Rural England.